# Mark Gerard Miles
Mark Gerard Miles (Gibraltar, 13 de mayo de 1967) es un arzobispo católico y nuncio apostólico que actualmente se desempeña como nuncio apostólico en Costa Rica y como arzobispo de la sede titular de Città Ducale.

## Biografía

### Primeros años y formación
Mark nació el 13 de mayo de 1967, en Gibraltar, Reino Unido.
Se graduó en derecho canónico y se licenció en teología.

### Sacerdocio
Su ordenación sacerdotal fue el 14 de septiembre de 1996, en la Catedral de Santa María la Coronada, a manos del entonces obispo de Gibraltar, Bernard Patrick Devlin, a la edad de 29 años.
En esa misma circunscripción eclesiástica se incardinó.

## Servicio diplomático de la Santa Sede
Se preparó para el servicio diplomático en la Academia Pontificia Eclesiástica.

### Representaciones pontificias y Secretaría de Estado
El 1 de julio de 2003, entró en el servicio diplomático de la Santa Sede. Se le asignaron las secretarías de las nunciaturas de Ecuador e Hungría.
También se le asignó la Sección de Asuntos Generales de la Secretaría de Estado de la Santa Sede en Roma.

### Observador permanente del Vaticano
El 31 de agosto de 2019, el papa Francisco lo nombró Observador permanente de la Santa Sede ante la Organización de Estados Americanos (OEA).

## Nuncio Apostólico y Episcopado

### Nuncio de Benín
El 5 de febrero de 2021, el papa Francisco lo nombró nuncio apostólico en Benín.

### Arzobispo de Città Ducale
El mismo día de su nombramiento como nuncio apostólico, se le asignó como arzobispo, la sede titular de Città Ducale.
Será consagrado el 25 de abril de 2021, en la diócesis de Gibraltar, a manos del cardenal Pietro Parolin.

### Nuncio de Togo
El 2 de marzo de 2021, Mark fue nombrado nuncio apostólico en Togo.

### Nuncio de Costa Rica
El 9 de julio de 2024, fue nombrado por el papa Francisco como nuncio apostólico de Costa Rica.

## Sucesión
| Predecesor: Brian Udaigwe    | Nuncio apostólico en Togo 2 de marzo de 2021-presente           | Sucesor: En el cargo |
| Predecesor: Marco Dino Brogi | Arzobispo titular de Città Ducale 5 de febrero de 2021-presente | Sucesor: En el cargo |
| Predecesor: Brian Udaigwe    | Nuncio apostólico en Benín 5 de febrero de 2021-presente        | Sucesor: En el cargo |